# Pachydactylus mariquensis
Pachydactylus mariquensis es una especie de saurópsido escamoso del género Pachydactylus, familia Gekkonidae. Fue descrita científicamente por Smith en 1849.
Habita en Sudáfrica y Namibia.